# How Low Can You Go
How Low Can You Go è un singolo della cantautrice statunitense LP, pubblicato il 19 novembre 2020 come secondo estratto dall'album in studio Churches.

## Video musicale
Il video musicale del brano, è stato pubblicato in concomitanza con l'uscita del brano, diretto da Eric Maldin.

## Tracce
1. How Low Can You Go – 3:23